# Alkidamas
Alkidamas (altgriechisch Ἀλκιδάμας Alkidámas, latinisiert Alcidamas; † um 375 v. Chr.) war ein antiker griechischer Sophist und Rhetor aus Elaia. Er wirkte in Athen als Zeitgenosse und Rivale des Isokrates und war Schüler und Nachfolger des Sophisten Gorgias.

## Leben
Über das Leben des Alkidamas ist kaum etwas bekannt. Er stammte aus dem kleinasiatischen Elaia, der Name seines Vaters war Diokles. Die Suda gibt an, dass Alkidamas nach Gorgias die Leitung von dessen Schule übernommen habe.  Man vermutet, dass Aischines ein Schüler des Alkidamas war.

## Werke
Überlieferte Reden
Zwei Reden sind unter Alkidamas’ Namen überliefert. Während Über Leute, die Reden schriftlich abfassen oder Über die Sophisten (Perì tṓn toùs gramtoùs lógous graphóntōn ḕ Perì sophistṓn) als echt gilt, ist dies bei Odysseus gegen Palamedes (Odysseùs katà Palamḗdous) umstritten.
Über die Sophisten richtet sich gegen eine Gruppe von Männern, die sich als Sophisten bezeichneten, unter anderem gegen Isokrates. Nicht nur die Kunstlosigkeit ihrer Reden wird kritisiert, sondern auch ihre Vernachlässigung der „Forschung im Bereich der Naturphänomene“ (istoría), der Kultur und Philosophie. Was die Rhetorik betrifft, soll der Redner zwar den Aufbau und die Gedanken samt Hauptargumenten vorbereiten, sich aber beim Sprechen auf die Sorgen und Gedanken der Zuhörer einstellen. Er befürwortet also zumindest teilweise die spontane und improvisierte Rede. Gemäß der Methode seines Lehrers Gorgias soll man die Wortwahl und den Ausdruck erst im Moment des Sprechakts finden.
Verlorene Werke
Von Alkidamas’ anderen Schriften sind nur noch Fragmente überliefert. In Messenischer Logos (Messēniakòs lógos), einer Rede für die spartanischen Heloten, sagt er, dass Gott alle Menschen freigelassen und die Natur niemanden zum Sklaven gemacht hat. Damit vertritt auch Alkidamas die Gleichheitsthese des Menschen, für welche schon der Sophist Lykophron plädierte. Das Fragment legt auch nahe, dass Alkidamas in der zeitgenössischen Debatte gegen das Gesetz (nómos) und für die Natur (phýsis) Stellung bezogen hat.
Eine weitere Schrift Alkidamas’ waren die Enkomien (Egkṓmia; eine Sammlung von Enkomien, worunter sich eine Lobrede auf den Tod in Anbetracht des großen Ausmaßes möglichen menschlichen Leidens befand). Ebenfalls verloren sind ein rhetorisches Lehrbuch (Téchnē) und Museion (Mouseíon; deutsch in etwa Musengarten), welches wahrscheinlich jene als Certamen Homeri et Hesiodi überlieferte Erzählung von einem Wettkampf zwischen Homer und Hesiod enthielt (zuerst vermutet durch Nietzsche), sowie ein Logos über Dinge der Natur (Physikòs lógos), der möglicherweise in Dialogform abgefasst war.

## Rezeption
Aristoteles kritisierte Alkidamas’ Schriften als schwülstig und „erkältend“ im Stil und schreibt, die poetischen Metaphern seien zu überladen, extensiv und weit hergeholt.

## Ausgaben
- Ruth Mariß: Alkidamas, über diejenigen, die schriftliche Reden schreiben oder über die Sophisten. Eine Sophistenrede aus dem 4. Jahrhundert v. Chr. eingeleitet und kommentiert. (= Orbis Antiquus 36). Münster 2002.